# Bursellia
Bursellia é um gênero de aranhas da família Linyphiidae descrito em 1962.